# Profissão

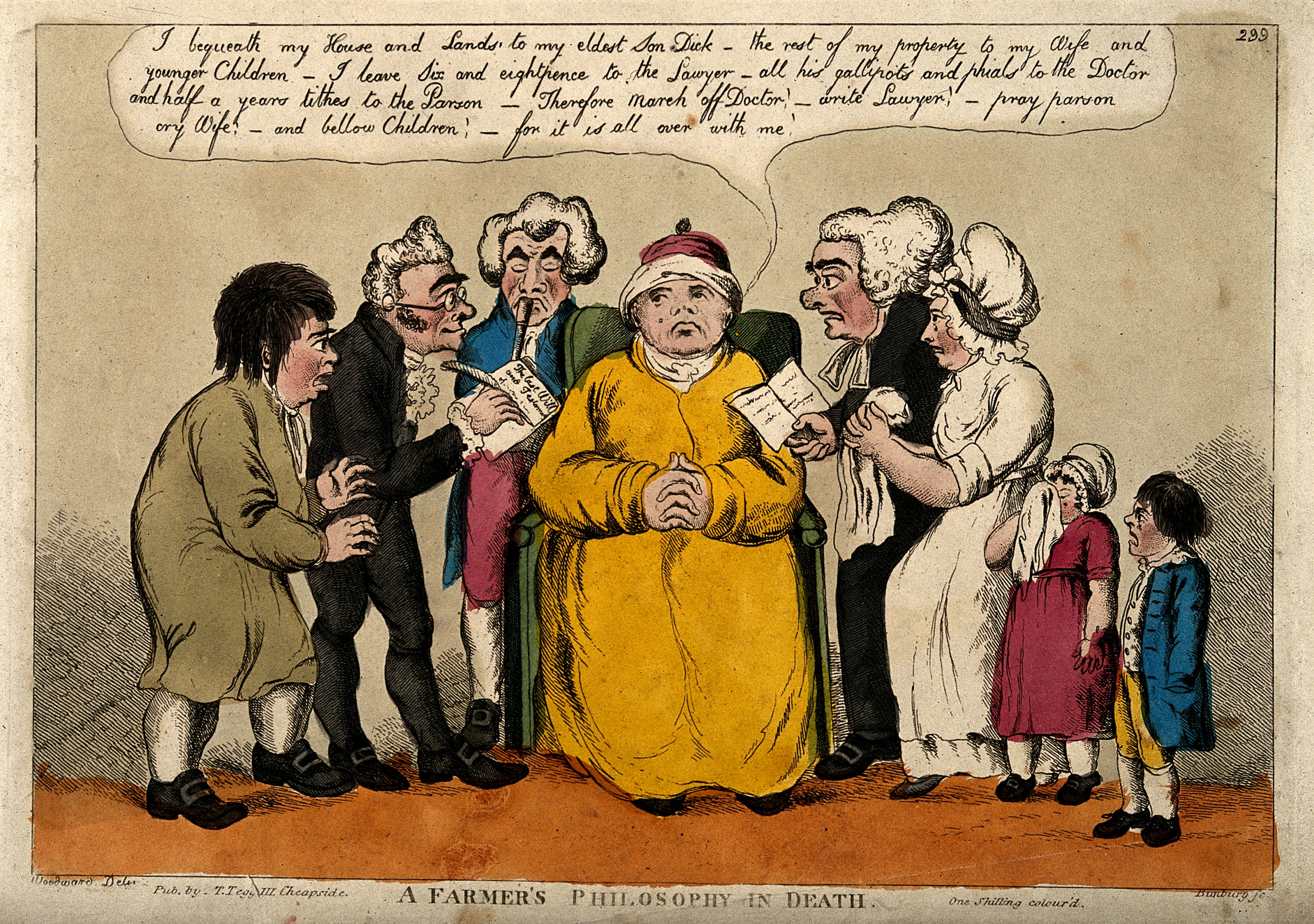
Uma gravura do século XIX de um fazendeiro consultando com seu médico, vigário e advogado

Profissão é um trabalho ou atividade especializada dentro da sociedade, geralmente exercida por um profissional. Algumas atividades requerem estudos de um dado conhecimento, como as profissões de médico, advogado, engenheiro, biólogo, ou arquiteto, por exemplo. Outras dependem de habilidades práticas, como as profissões de faxineiro ou jardineiro, por exemplo.
No sentido mais amplo da palavra, portanto, o conceito de profissão tem a ver com ocupação profissional, ou seja, uma atividade produtiva/profissional que o indivíduo desempenha perante a sociedade onde está inserido.

## Regulamentação

### Brasil
Algumas profissões no Brasil possuem um órgão autorregulador, consultivo, fiscalizador e deliberativo, chamado normalmente de conselho, que habilita o profissional e fiscaliza o exercício de cada profissão. Trata-se, portanto, de  profissões, em seu significado pleno.
Existem os conselhos federais (exemplos: CFM, CFBio, CONFEA, CFP, etc.), que atuam em âmbito nacional, e os conselhos regionais (exemplos: CRM, CRBio, Conselho Regional de Contabilidade, CREA, CRP, etc.), que atuam dentro das unidades federativas ou em determinadas regiões do país. 

## Salário mínimo

### Brasil
No Brasil, o salário mínimo por exercer uma profissão desde o ano de 2019 é de 998 reais para quem tem a partir de 18 anos, o valor do salário mínimo é alterado ano a ano. Porém, para menores de 18 e maiores de 14 anos, a lei prevê somente meio salário mínimo, trabalhando apenas meio turno, na qualidade de aprendiz.

### Portugal
Em Portugal, legalmente, só se pode exercer uma profissão a partir de 16 anos, o salário mínimo desde o ano de 2018 é de 580 euros, o valor do salário mínimo é alterado ano a ano.